# Serbia ai Giochi della XXXII Olimpiade
La Serbia ha partecipato ai Giochi della XXXII Olimpiade, che si sono svolti a Tokyo, Giappone, dal 23 luglio all'8 agosto 2021 (inizialmente previsti dal 24 luglio al 9 agosto 2020 ma posticipati per la pandemia di COVID-19) con 87 atleti in 15 discipline.

## Medaglie

### Medagliere per disciplina
| Sport             | Oro | Argento | Bronzo | Totale |
| ----------------- | --- | ------- | ------ | ------ |
| Taekwondo         | 1   | 0       | 1      | 2      |
| Pallanuoto        | 1   | 0       | 0      | 1      |
| Lotta             | 0   | 0       | 1      | 1      |
| Tiro a segno/volo | 0   | 1       | 1      | 2      |
| Karate            | 1   | 0       | 0      | 1      |
| Pallacanestro     | 0   | 0       | 1      | 1      |
| Pallavolo         | 0   | 0       | 1      | 1      |
| Totale            | 3   | 1       | 5      | 9      |

### Medaglie d'oro
| Medaglia | Nome | Sport      | Evento           |
| -------- | --- | ---------- | ---------------- |
| Oro      | Milica Mandić | Taekwondo  | +67 kg femminile |
| Oro      | Jovana Preković | Karate     | 61 kg femminile  |
| Oro      | Gojko Pijetlović Dušan Mandić Nikola Dedović Sava Ranđelović Strahinja Rašović Duško Pijetlović Đorđe Lazić Milan Aleksić Nikola Jakšić Filip Filipović Andrija Prlainović Stefan Mitrović Branislav Mitrović | Pallanuoto | Torneo maschile  |

### Medaglie d'argento
| Medaglia | Nome        | Sport             | Evento                                   |
| -------- | ----------- | ----------------- | ---------------------------------------- |
| Argento  | Damir Mikec | Tiro a segno/volo | Pistola 10 metri aria compressa maschile |

### Medaglie di bronzo
| Medaglia | Nome | Sport              | Evento                                 |
| -------- | --- | ------------------ | -------------------------------------- |
| Bronzo   | Tijana Bogdanović | Taekwondo          | 49 kg femminile                        |
| Bronzo   | Dušan Domović Bulut Dejan Majstorović Aleksandar Ratkov Mihailo Vasić | Pallacanestro      | Torneo 3x3 maschile                    |
| Bronzo   | Milenko Sebić | Tiro a segno/volo  | Carabina 50 metri 3 posizioni maschile |
| Bronzo   | Zurab Datunashvili | Lotta Greco-romana | 87 kg                                  |
| Bronzo   | Bianka Buša Mina Popović Slađana Mirković Brankica Mihajlović Maja Ognjenović Ana Bjelica Maja Aleksić Milena Rašić Silvija Popović Tijana Bošković Bojana Milenković Jelena Blagojević | Pallavolo          | Torneo femminile                       |

## Delegazione
| Sport            | Uomini | Donne | Totale |
| ---------------- | ------ | ----- | ------ |
| Atletica leggera | 2      | 3     | 5      |
| Canoa/Kayak      | 2      | 1     | 3      |
| Canottaggio      | 2      | 1     | 3      |
| Judo             | 2      | 3     | 5      |
| Karate           | 0      | 1     | 1      |
| Lotta            | 4      | 0     | 4      |
| Nuoto            | 6      | 1     | 7      |
| Pallacanestro    | 4      | 12    | 16     |
| Pallanuoto       | 13     | 0     | 13     |
| Pallavolo        | 0      | 12    | 12     |
| Pugilato         | 0      | 1     | 1      |
| Taekwondo        | 0      | 2     | 2      |
| Tennis           | 2      | 3     | 5      |
| Tennistavolo     | 3      | 0     | 3      |
| Tiro             | 3      | 4     | 7      |
| Totale           | 43     | 44    | 87     |

## Risultati

### Atletica leggera
Maschile
Eventi su campo
| Atleta           | Evento         | Qualificazione | Qualificazione | Finale          | Finale          |
| Atleta           | Evento         | Risultato      | Posizione      | Risultato       | Posizione       |
| ---------------- | -------------- | -------------- | -------------- | --------------- | --------------- |
| Asmir Kolašinac  | Getto del peso | 19,68          | 29º            | Non qualificato | Non qualificato |
| Armin Sinančević | Getto del peso | 20,96          | 10º q          | 20,89           | 7º              |

Femminile
Eventi su campo
| Atleta            | Evento                 | Qualificazione | Qualificazione | Finale          | Finale          |
| Atleta            | Evento                 | Risultato      | Posizione      | Risultato       | Posizione       |
| ----------------- | ---------------------- | -------------- | -------------- | --------------- | --------------- |
| Ivana Španović    | Salto in lungo         | 7,00           | 1ª Q           | 6,91            | 4ª              |
| Dragana Tomašević | Lancio del disco       | 56,95          | 26ª            | Non qualificata | Non qualificata |
| Marija Vučenović  | Lancio del giavellotto | 58,93          | 20ª            | Non qualificata | Non qualificata |

### Canoa/kayak

#### Velocità
| Atleta               | Evento             | Batteria | Batteria  | Quarti   | Quarti    | Semifinale      | Semifinale      | Finale / Finale B | Finale / Finale B |
| Atleta               | Evento             | Tempo    | Posizione | Tempo    | Posizione | Tempo           | Posizione       | Tempo             | Posizione         |
| -------------------- | ------------------ | -------- | --------- | -------- | --------- | --------------- | --------------- | ----------------- | ----------------- |
| Strahinja Stefanović | K1 200 m maschile  | 34"996   | 1º Q      | Bye      | Bye       | 35"855          | 5º qB           | 36"329            | 11º               |
| Bojan Zdelar         | K1 200 m maschile  | 37"092   | 2º Q      | 36"531   | 4º        | Non qualificato | Non qualificato | Non qualificato   | Non qualificato   |
| Bojan Zdelar         | K1 1000 m maschile | 3'45"074 | 2º Q      | Bye      | Bye       | 3'29"525        | 8º qB           | 3'31"689          | 16º               |
| Milica Novaković     | C1 200 m femminile | 41"579   | 3ª Q      | 41"340   | 2ª Q      | 40"257          | 6ª qB           | 40"527            | 13ª               |
| Milica Novaković     | K1 500 m femminile | 1'49"802 | 5ª Q      | 1'49"348 | 1ª Q      | 1'53"149        | 3ª qB           | 1'54"458          | 12ª               |

### Canottaggio
| Atleta                      | Evento             | Batteria | Batteria | Ripescaggio | Ripescaggio | Quarti  | Quarti | Semifinale | Semifinale | Finale / FB / FC | Finale / FB / FC |
| Atleta                      | Evento             | Tempo    | Pos.     | Tempo       | Pos.        | Tempo   | Pos.   | Tempo      | Pos.       | Tempo            | Pos.             |
| --------------------------- | ------------------ | -------- | -------- | ----------- | ----------- | ------- | ------ | ---------- | ---------- | ---------------- | ---------------- |
| Jovana Arsić                | Singolo femminile  | 7'46"74  | 3ª Q     | Bye         | Bye         | 8'09"37 | 4ª Q   | 7'39"26    | 2ª qC      | 7'43"30          | 15ª              |
| Martin Mačković Miloš Vasić | Due senza maschile | 6'43"18  | 3ª Q     | Bye         | Bye         | N.D.    | N.D.   | 6'17"47    | 2ª Q       | 6'22"34          | 5ª               |

### Judo
| Atleta            | Evento          | Preliminari          | 16-esimi             | Ottavi               | Quarti               | Semifinali           | Ripescaggio          | Finale               | Pos.            |
| Atleta            | Evento          | Avversario Punteggio | Avversario Punteggio | Avversario Punteggio | Avversario Punteggio | Avversario Punteggio | Avversario Punteggio | Avversario Punteggio | Pos.            |
| ----------------- | --------------- | -------------------- | -------------------- | -------------------- | -------------------- | -------------------- | -------------------- | -------------------- | --------------- |
| Nemanja Majdov    | 90 kg maschile  | Bye                  | Trippel P 00–01      | Non qualificato      | Non qualificato      | Non qualificato      | Non qualificato      | Non qualificato      | Non qualificato |
| Aleksandar Kukolj | 100 kg maschile | N.D.                 | Takayawa V 10–00     | Cho G-h P 00–10      | Non qualificato      | Non qualificato      | Non qualificato      | Non qualificato      | Non qualificato |
| Milica Nikolić    | 48 kg femminile | N.D.                 | Boukli V 10–00       | Bilodid P 00–01      | Non qualificata      | Non qualificata      | Non qualificata      | Non qualificata      | Non qualificata |
| Angelica Delgado  | 57 kg femminile | N.D.                 | Aldass V 10–00       | Nelson-Levy P 00–10  | Non qualificata      | Non qualificata      | Non qualificata      | Non qualificata      | Non qualificata |
| Anja Obradović    | 63 kg femminile | N.D.                 | Franssen P 00–10     | Non qualificata      | Non qualificata      | Non qualificata      | Non qualificata      | Non qualificata      | Non qualificata |

### Karate
Kumite
| Atleta          | Evento          | Girone               | Girone               | Girone               | Girone               | Girone | Semifinali           | Finale               | Pos. |
| Atleta          | Evento          | Avversario Punteggio | Avversario Punteggio | Avversario Punteggio | Avversario Punteggio | Pos.   | Avversario Punteggio | Avversario Punteggio | Pos. |
| --------------- | --------------- | -------------------- | -------------------- | -------------------- | -------------------- | ------ | -------------------- | -------------------- | ---- |
| Jovana Preković | 61 kg femminile | Sadini V 3–1         | Grande V 1–0         | Serogina V 6–4       | Farouk V 1–1S        | 1º Q   | Çoban V 2–0          | Yin Xy V 0–0H        |      |

### Lotta

#### Libera
| Atleta       | Evento         | Ottavi               | Quarti               | Semifinali           | Ripescaggio          | Finale / FB          | Pos. |
| Atleta       | Evento         | Avversario Risultato | Avversario Risultato | Avversario Risultato | Avversario Risultato | Avversario Risultato | Pos. |
| ------------ | -------------- | -------------------- | -------------------- | -------------------- | -------------------- | -------------------- | ---- |
| Stevan Mićić | 57 kg maschile | Takahashi P 0–3      | Non qualificato      | Non qualificato      | Non qualificato      | Non qualificato      | 14º  |

#### Greco-romana
| Atleta             | Evento         | Ottavi               | Quarti               | Semifinali           | Ripescaggio          | Finale / FB                  | Pos. |
| Atleta             | Evento         | Avversario Risultato | Avversario Risultato | Avversario Risultato | Avversario Risultato | Avversario Risultato         | Pos. |
| ------------------ | -------------- | -------------------- | -------------------- | -------------------- | -------------------- | ---------------------------- | ---- |
| Mate Nemeš         | 67 kg maschile | Stäbler P 1–3        | Non qualificato      | Non qualificato      | Non qualificato      | Non qualificato              | 13º  |
| Zurab Datunashvili | 87 kg maschile | Belenjuk P 1–3       | Non qualificato      | Non qualificato      | Sid Azara V 3–1      | Finale 3º posto Huklek V 3–1 |      |
| Mikheil Kajaia     | 97 kg maschile | Hancock P 1–3        | Non qualificato      | Non qualificato      | Non qualificato      | Non qualificato              | 14º  |

### Nuoto
| Atleta                                                    | Evento                        | Batterie | Batterie  | Semifinali      | Semifinali      | Finale          | Finale          |
| Atleta                                                    | Evento                        | Tempo    | Posizione | Tempo           | Posizione       | Tempo           | Posizione       |
| --------------------------------------------------------- | ----------------------------- | -------- | --------- | --------------- | --------------- | --------------- | --------------- |
| Andrej Barna                                              | 50 m stile libero maschile    | 22"29    | 28º       | Non qualificato | Non qualificato | Non qualificato | Non qualificato |
| Andrej Barna                                              | 100 m stile libero maschile   | 48"30    | 13º Q     | 47"94           | 9º              | Non qualificato | Non qualificato |
| Velimir Stjepanović                                       | 200 m stile libero maschile   | 1'46"26  | 14º Q     | 1'47"62         | 16º             | Non qualificato | Non qualificato |
| Vuk Čelić                                                 | 800 m stile libero maschile   | 8'04"85  | 33º       | N.D.            | N.D.            | Non qualificato | Non qualificato |
| Čaba Silađi                                               | 100 m rana maschile           | 1'00"19  | 26º       | Non qualificato | Non qualificato | Non qualificato | Non qualificato |
| Nikola Aćin Andrej Barna Uroš Nikolić Velimir Stjepanović | 4×100 m stile libero maschile | 3'13"71  | 10ª       | N.D.            | N.D.            | Non qualificato | Non qualificato |
| Anja Crevar                                               | 200 m misti femminili         | 2'17"62  | 26ª       | Non qualificata | Non qualificata | Non qualificata | Non qualificata |
| Anja Crevar                                               | 400 m misti femminili         | 4'40"50  | 10ª       | N.D.            | N.D.            | Non qualificata | Non qualificata |

### Pallacanestro
| Squadra             | Torneo    | Girone               | Girone               | Girone                | Girone | Quarti               | Semifinali           | Finale / FB                     | Pos. |
| Squadra             | Torneo    | Avversario Punteggio | Avversario Punteggio | Avversario Punteggio  | Pos.   | Avversario Punteggio | Avversario Punteggio | Avversario Punteggio            | Pos. |
| ------------------- | --------- | -------------------- | -------------------- | --------------------- | ------ | -------------------- | -------------------- | ------------------------------- | ---- |
| Nazionale femminile | Femminile | Canada V 72–68       | Spagna P 70–85       | Corea del Sud V 65–61 | 2ª Q   | Cina V 77–70         | Stati Uniti P 59–79  | Finale 3º posto Francia P 76–91 | 4ª   |

#### Pallacanestro 3x3
| Squadra            | Torneo       | Girone               | Girone               | Girone               | Girone               | Girone               | Girone               | Girone               | Girone | Quarti               | Semifinali           | Finale / FB                    | Pos. |
| Squadra            | Torneo       | Avversario Punteggio | Avversario Punteggio | Avversario Punteggio | Avversario Punteggio | Avversario Punteggio | Avversario Punteggio | Avversario Punteggio | Pos.   | Avversario Punteggio | Avversario Punteggio | Avversario Punteggio           | Pos. |
| ------------------ | ------------ | -------------------- | -------------------- | -------------------- | -------------------- | -------------------- | -------------------- | -------------------- | ------ | -------------------- | -------------------- | ------------------------------ | ---- |
| Nazionale maschile | 3x3 maschile | Cina V 22–13         | Paesi Bassi V 16–15  | Polonia V 15–12      | Belgio V 21–14       | Giappone V 21–11     | Lettonia V 22–16     | ROC V 21–10          | 1ª Q   | Bye                  | ROC P 10–21          | Finale 3º posto Belgio V 21–10 |      |

### Pallanuoto
| Squadra            | Torneo   | Girone               | Girone               | Girone               | Girone               | Girone               | Girone | Quarti               | Semifinali           | Finale               | Pos. |
| Squadra            | Torneo   | Avversario Punteggio | Avversario Punteggio | Avversario Punteggio | Avversario Punteggio | Avversario Punteggio | Pos.   | Avversario Punteggio | Avversario Punteggio | Avversario Punteggio | Pos. |
| ------------------ | -------- | -------------------- | -------------------- | -------------------- | -------------------- | -------------------- | ------ | -------------------- | -------------------- | -------------------- | ---- |
| Nazionale maschile | Maschile | Spagna P 12–13       | Kazakistan V 19–5    | Australia P 14–8     | Croazia P 12–14      | Montenegro V 13–6    | 3ª Q   | Italia V 10–6        | Spagna V 10–9        | Grecia V 13–10       |      |

### Pallavolo
| Squadra                            | Torneo    | Girone                | Girone               | Girone               | Girone               | Girone               | Girone | Quarti               | Semifinali           | Finale / FB                         | Pos. |
| Squadra                            | Torneo    | Avversario Punteggio  | Avversario Punteggio | Avversario Punteggio | Avversario Punteggio | Avversario Punteggio | Pos.   | Avversario Punteggio | Avversario Punteggio | Avversario Punteggio                | Pos. |
| ---------------------------------- | --------- | --------------------- | -------------------- | -------------------- | -------------------- | -------------------- | ------ | -------------------- | -------------------- | ----------------------------------- | ---- |
| Nazionale femminile (Convocazioni) | Femminile | Rep. Dominicana V 3–0 | Giappone V 3–0       | Kenya V 3–0          | Brasile P 1–3        | Corea del Sud V 3–0  | 2ª Q   | Italia V 3–0         | Stati Uniti P 0–3    | Finale 3º posto Corea del Sud V 3–0 |      |

### Pugilato
| Atleta           | Evento               | 16-esimi             | Ottavi               | Quarti               | Semifinali           | Finale               | Pos.            |
| Atleta           | Evento               | Avversario Punteggio | Avversario Punteggio | Avversario Punteggio | Avversario Punteggio | Avversario Punteggio | Pos.            |
| ---------------- | -------------------- | -------------------- | -------------------- | -------------------- | -------------------- | -------------------- | --------------- |
| Nina Radovanović | Pesi mosca femminile | Bujold V 5–0         | Havyarimana V 5–0    | Huang H-w P 0–5      | Non qualificata      | Non qualificata      | Non qualificata |

### Taekwondo
| Atleta            | Evento          | Qualificazioni       | Ottavi               | Quarti               | Semifinali           | Ripescaggio          | Finale / FB                   | Pos. |
| Atleta            | Evento          | Avversario Punteggio | Avversario Punteggio | Avversario Punteggio | Avversario Punteggio | Avversario Punteggio | Avversario Punteggio          | Pos. |
| ----------------- | --------------- | -------------------- | -------------------- | -------------------- | -------------------- | -------------------- | ----------------------------- | ---- |
| Tijana Bogdanović | 49 kg femminile | Bye                  | Cerezo P 4–12        | Non qualificata      | Non qualificata      | Wu Jy V 12–9         | Finale 3º posto Yamada V 20–6 |      |
| Milica Mandić     | 67 kg femminile | N.D.                 | Ogallo V 13–0        | Kowalczuk V 11–4     | Laurin V 7–5         | Bye                  | Lee D-b V 10–7                |      |

### Tennis

#### Singolare
| Atleta            | Evento              | 32-esimi                  | 16-esimi                       | Ottavi                         | Quarti                 | Semifinali               | Finale / FB                                          | Pos.            |
| Atleta            | Evento              | Avversario Punteggio      | Avversario Punteggio           | Avversario Punteggio           | Avversario Punteggio   | Avversario Punteggio     | Avversario Punteggio                                 | Pos.            |
| ----------------- | ------------------- | ------------------------- | ------------------------------ | ------------------------------ | ---------------------- | ------------------------ | ---------------------------------------------------- | --------------- |
| Novak Đoković     | Singolare maschile  | Dellien V (6–2, 6–2)      | Struff V (6–4, 6–3)            | Davidovich Fokina V (6–3, 6–1) | Nishikori V (6–2, 6–0) | Zverev P (6–1, 3–6, 1–6) | Finale 3º posto Carreño Busta P (4–6, 7–6(8–6), 3–6) | 4º              |
| Miomir Kecmanović | Singolare maschile  | Majchrzak V (6–4, 6–2)    | Humbert P (6–4, 6–7(5–7), 5–7) | Non qualificato                | Non qualificato        | Non qualificato          | Non qualificato                                      | Non qualificato |
| Ivana Jorović     | Singolare femminile | Van Uytvanck P (3–6, 2–6) | Non qualificata                | Non qualificata                | Non qualificata        | Non qualificata          | Non qualificata                                      | Non qualificata |
| Nina Stojanović   | Singolare femminile | Hibino V (6–3, 6–3)       | Sakkari P (1–6, 2–6)           | Non qualificata                | Non qualificata        | Non qualificata          | Non qualificata                                      | Non qualificata |

#### Doppio
| Atleta                            | Evento           | 16-esimi                            | Ottavi                      | Quarti                            | Semifinali                           | Finale / FB                             | Pos.            |
| Atleta                            | Evento           | Avversario Punteggio                | Avversario Punteggio        | Avversario Punteggio              | Avversario Punteggio                 | Avversario Punteggio                    | Pos.            |
| --------------------------------- | ---------------- | ----------------------------------- | --------------------------- | --------------------------------- | ------------------------------------ | --------------------------------------- | --------------- |
| Aleksandra Krunić Nina Stojanović | Doppio femminile | Xu Yf / Yang Zx P (6–4, 4–6, 16–18) | Non qualificate             | Non qualificate                   | Non qualificate                      | Non qualificate                         | Non qualificate |
| Nina Stojanović Novak Đoković     | Doppio misto     | N.D.                                | Stefani / Melo V (6–3, 6–4) | Siegemund / Krawietz V (6–1, 6–2) | Vesnina / Karatsev P (6–7(4–7), 5–7) | Finale 3º posto Barty / John Peers P WO | 4ª              |

### Tennistavolo
| Atleta                                      | Evento           | Preliminari          | Round 1              | Round 2              | Round 3              | Ottavi               | Quarti               | Semifinali           | Finale               | Pos.            |
| Atleta                                      | Evento           | Avversario Punteggio | Avversario Punteggio | Avversario Punteggio | Avversario Punteggio | Avversario Punteggio | Avversario Punteggio | Avversario Punteggio | Avversario Punteggio | Pos.            |
| ------------------------------------------- | ---------------- | -------------------- | -------------------- | -------------------- | -------------------- | -------------------- | -------------------- | -------------------- | -------------------- | --------------- |
| Dimitrije Levajac                           | Singolo maschile | Bye                  | Skachkov P 2–4       | Non qualificato      | Non qualificato      | Non qualificato      | Non qualificato      | Non qualificato      | Non qualificato      | Non qualificato |
| Zsolt Peto                                  | Singolo maschile | Bye                  | Gionis P 0–4         | Non qualificato      | Non qualificato      | Non qualificato      | Non qualificato      | Non qualificato      | Non qualificato      | Non qualificato |
| Marko Jevtović Dimitrije Levajac Zsolt Peto | Squadre maschile | N.D.                 | N.D.                 | N.D.                 | N.D.                 | Brasile P 2–3        | Non qualificata      | Non qualificata      | Non qualificata      | Non qualificata |

### Tiro a segno/volo
Uomini
| Atleta             | Evento                       | Qualificazione | Qualificazione | Finale          | Finale          |
| Atleta             | Evento                       | Punteggio      | Classifica     | Punteggio       | Classifica      |
| ------------------ | ---------------------------- | -------------- | -------------- | --------------- | --------------- |
| Milenko Sebić      | Carabina 10 m aria compressa | 623,2          | 31º            | Non qualificato | Non qualificato |
| Milutin Stefanović | Carabina 10 m aria compressa | 621,3          | 38º            | Non qualificato | Non qualificato |
| Milenko Sebić      | Carabina 50 m 3 posizioni    | 1180           | 4º Q           | 448,2           |                 |
| Milutin Stefanović | Carabina 50 m 3 posizioni    | 1164           | 23º            | Non qualificato | Non qualificato |
| Damir Mikec        | Pistola 10 m aria compressa  | 578            | 8º Q           | 237,9           |                 |

Donne
| Atleta              | Evento                       | Qualificazione | Qualificazione | Finale          | Finale          |
| Atleta              | Evento                       | Punteggio      | Classifica     | Punteggio       | Classifica      |
| ------------------- | ---------------------------- | -------------- | -------------- | --------------- | --------------- |
| Andrea Arsović      | Carabina 10 m aria compressa | 623,3          | 29ª            | Non qualificata | Non qualificata |
| Sanja Vukašinović   | Carabina 10 m aria compressa | 617,8          | 44ª            | Non qualificata | Non qualificata |
| Andrea Arsović      | Carabina 50 m 3 posizioni    | 1175           | 5ª Q           | 402,4           | 8ª              |
| Sanja Vukašinović   | Carabina 50 m 3 posizioni    | 1161           | 25ª            | Non qualificata | Non qualificata |
| Zorana Arunović     | Pistola 10 m aria compressa  | 573            | 17ª            | Non qualificata | Non qualificata |
| Jasmina Milovanović | Pistola 10 m aria compressa  | 566            | 33ª            | Non qualificata | Non qualificata |
| Zorana Arunović     | Pistola 25 metri             | 584            | 9ª             | Non qualificata | Non qualificata |
| Jasmina Milovanović | Pistola 25 metri             | 575            | 30ª            | Non qualificata | Non qualificata |

Misto
| Atleta                            | Evento                                 | Qualificazione 1 | Qualificazione 1 | Qualificazione 2 | Qualificazione 2 | Finale / FB                 | Finale / FB     |
| Atleta                            | Evento                                 | Punteggio        | Classifica       | Punteggio        | Classifica       | Avversario Punteggio        | Pos.            |
| --------------------------------- | -------------------------------------- | ---------------- | ---------------- | ---------------- | ---------------- | --------------------------- | --------------- |
| Milenko Sebić Sanja Vukašinović   | Carabina 10 m aria compressa a squadre | 612,4            | 29ª              | Non qualificata  | Non qualificata  | Non qualificata             | Non qualificata |
| Milutin Stefanović Andrea Arsović | Carabina 10 m aria compressa a squadre | 624,5            | 16ª              | Non qualificata  | Non qualificata  | Non qualificata             | Non qualificata |
| Damir Mikec Zorana Arunović       | Pistola 10 m aria compressa a squadre  | 577              | 5ª Q             | 384              | 4ª q             | Kostevyč / Omel'čuk P 12–16 | 4ª              |